# セイラン・アテシュ
セイラン・アテシュ（トルコ語: Seyran Ateş、1963年4月20日 - ）は、ドイツの弁護士。イスラム教徒で、ムスリム・フェミニストとしても活動する。2017年に、ドイツで初のリベラル・イスラムのモスクとしてイブン・ルシュド・ゲーテ・モスクを設立した。人権活動家であるアテシュは、ムスリム・フェミニストとしてイスラム教徒の女性と少女への法の下の平等や人権擁護を求める活動を行う一方、対立するイスラム過激派からの脅迫や襲撃に遭うこともあり、日常的にドイツ警察による警護を受けている。

## 生い立ち
アテシュはトルコのイスタンブールで、トルコ人の母親とクルド人の父親の間に生まれた。家族は、トルコ人のドイツへの移民の波に乗り、6歳のときに西ベルリンのヴェディング区（現在のミッテ区の一部）に移住した。7人家族でワンルームのアパートに居住し、そこでイスラム教に基づく伝統的な女性の役割を果たさなければならなかった。兄弟や両親に仕え、従わなければならず、男兄弟は自由な外出が認められていたのにもかかわらず、女性であるアテシュは一人で外出することさえ許されなかった。従わなければ、度々、殴打されたり、「淫売」と侮辱されたり、母親と喧嘩したりした。幼稚園では、トルコ人の女子はアテシュだけで、ドイツ語も十分に話せなかったため、当初は社会的に孤立していた。しかし、ドイツ語の習得は非常に早く、1年生の時にはすでにトップクラスの児童になっていた。ギムナジウムへの推薦があったため、最終的には自分で選んだ総合学校に進学し、法律を学びたいという希望から、経済、管理、法律を学ぶ専門学校にも通い（ダブルスクール）、日本における高等学校卒業程度認定試験（旧: 大学入学資格検定）にあたるアビトゥーアを受験した。総合学校では、日本でいう生徒会長や総代にあたるヘッドガールに選ばれた。このように学校では優秀な成績を収めていたが、両親の厳しさをはじめとする家庭内や移民コミュニティ内の文化的価値観による長い間の抑圧、圧迫感と学校での評価による疎外感に耐えられなくなったと感じ、また強制結婚から逃れるためにも「20歳になったら家出する」と決意、毎日、壁に印を付けて過ごすが17歳の時、18歳になる数日前に家出し、児童・青少年緊急サービスに引き取られ、イスラム教徒の女性のためのカウンセリングを行うセンターで働くことになった。高校を卒業するまでは、シェアフラット（シェルターやシェアハウスのような所）で友人となった弁護士と暮らした。
2003年に出版した自伝„Große Reise ins Feuer - Die Geschichte einer deutschen Türkin“（火の中への偉大な旅—あるドイツのトルコ人の物語）において、自らが窮屈な環境から開放されるまでについて語っている。この本の題名は彼女の名前からきており、トルコ語で「Seyran」（セイラン）は「遠足、喜びの旅」、「Ateş」（アテシュ）は「火、熱」という意味を指す。

## 経歴
アテシュは弁護士を志し、ベルリン自由大学法学部で法律を学んだ。ベルリン自由大学で法律を学ぶための資金を調達するために、クロイツベルク区（現在のフリードリヒスハイン＝クロイツベルク区の一部）にあったトルコ出身の女性のための出会いと情報提供の場として設立された女性センター「TIO」で、家庭内暴力から身を守るため避難してきたトルコ人やクルド人の移民女性を支援する活動に従事した。
1984年9月25日午前10時頃、女性センターで働いていたアテシュはトルコ系民族主義者に銃撃された。弾丸は頸部に向けて発射され、少なくとも2発がアテシュに命中、重傷を負わせた。アテシュはこの際、臨死体験をしたとしている。アテシュがカウンセリングや相談に応じていた来談者ファトマ・Eはこの事件で殺害されてしまう。容疑者は、アテシュと他6人の目撃者によって特定された。『ニューヨーク・タイムズ』によると、後年でも「正確な動機は不明」とされているが、事件後、トルコの極右の民族主義、ファシスト組織「灰色の狼」に所属していたことが証明され、その組織で殺人請負をしていたことが分かっている。しかし、容疑者は無罪となり、今もベルリン・クロイツベルグ区で何不自由なく暮らしていることを知ったアテシュは、当局の捜査ミスや杜撰さを非難した。日本の公安調査庁にあたる連邦憲法擁護庁（BfV）の担当者は、「Graue Wölfe」という名前の登録団体がリストに記載されていないことを理由に、法廷でのコメントを避けている。アテシュはこの事件からの回復と治癒には6年以上を要し、その長い回復期の間に、トルコ系女性のドイツにおける法的権利獲得のための支援活動に一層努力することを決意した。1997年には、ベルリン控訴裁判所での日本における司法試験にあたる第2次国家試験に合格、法務実習（リーガル・クラークシップ）を終えた。以後、現在に至るまで刑法と家族法を専門とする弁護士として活動に従事している。 
彼女の見解は、トルコ国内よりも保守的な傾向がみられるイスラム教徒の移民社会に対して非常に批判的なものとみなされ、危険にさらされることも多い。2009年に„Der Islam braucht eine sexuelle Revolution“（英語: Islam needs a sexual revolution、「イスラムは性の革命を必要としている」の意）をドイツで出版。2008年1月、アメリカの公共放送ナショナル・パブリック・ラジオ（NPR）のインタビューで、アテシュは、自分に対する脅迫のため、身を隠しており、しばらく公の場で（法廷を含めて）イスラム教徒の女性のために活動することはないと述べている。依頼者の離婚調停の裁判のため、ドイツ国内の裁判所を訪れた際に依頼者の女性とともに、何もしない群衆の前で、女性の夫に襲撃される事件も起きている。
移民の流入が続く欧州、ドイツでの文化統合の議論においては、多文化主義から「異文化主義」への移行を提唱している。講演や出版では、誤ったイスラム教の理解によって正当化されているジェンダー分離や、女性にのみ着用が強制されているベールの一種ヒジャブに象徴される女性の抑圧、さらには強制結婚、児童婚、名誉殺人などに反対する活動を行っている。また、トルコ人やクルド人の家庭への支援活動の強化を支援し、強制結婚から男女を守るために、結婚を強要、強制することに対して刑事罰を科す、強制結婚の刑罰化をドイツで初めて提唱した。また、弟による名誉殺人によって23歳で亡くなったハットゥン・スキュキュの追悼集会の支援者の一人となった。
民族文化の統合と平等な権利への取り組みが評価され、2007年にドイツ連邦共和国功労勲章の一つである功労十字小綬章を、2008年10月1日には、ベルリン市のクラウス・ワウェレイト市長からベルリン州功労勲章を授与された。
2012年3月、電子版学術誌『リーガル・トリビューン・オンライン』のインタビューに応じ、それまでの二重国籍を全面的に支持する見解を修正、それぞれの国の憲法や政治状況、人権状況、民主主義や多元主義、市民社会がどの程度認められているのかを知る機会を持ち、ドイツ連邦の法制度によって若者が国籍を決めなければならないとした。一方で、社会が、社会を拒絶し、特権にのみ関心を持ち、それ以外の部分、つまり言語にも文化にも関心を持たない市民を作り出すことを懸念した。特に、多元主義、民主主義、表現の自由など政治的価値観に基づいた「憲法上の愛国心」（英語版、ドイツ語版）を「統合の議論の中心に据える」ことを提唱している。また、ムスリムの女性同士や他の宗教指導者間で「対話の輪」を構築することも呼びかけている。
アテシュは、2012年9月、週刊紙『ディー・ツァイト』によるインタビューで「しかし、この宗教が区切りにしかならない場合、境界としてのみ機能する場合、それは民主主義に反対します。そして、この宗教が罰を求める所では、啓蒙主義や、この国の全ての教会や宗教団体が恩恵を受けている自由に対する戦争が始まります。彼らの真実にも批判の余地があり、彼らは批判に対してよりオープンであるべきです。基本的に原理主義者しか、怒っていません」と述べ、イスラム教徒であり弁護士という立場から、イスラム原理主義者に支持されたイスラム教徒によるの過激な抗議行動に国家が屈するべきではないとする意見を表明した。
ベルリンやブランデンブルク州などで福祉活動を行うドイツ人文主義連盟（ドイツ語版）の理事を務めたことなども評価され、2014年には既に2007年に受章した功労十字小綬章と同じくドイツ連邦共和国功労勲章の一つである一等功労十字章を受章した。
2017年、ベルリン市モアビットにあるキリスト教（プロテスタント）の福音主義教会である聖ヨハネス教会（英語版）の3階にイブン・ルシュド・ゲーテ・モスクを開設した。これはドイツで唯一のリベラル・モスクで、男性と女性が一緒に祈ることができ、祈りを導く役割を果たすイスラム教における指導者であるイマームには女性も認められている。開設式典にはキリスト教指導者やユダヤ教指導者も招いた。トルコの宗教当局とエジプト・カイロにあるアル＝アズハル学院の「ファトワー評議会」はこのリベラル・モスク・プロジェクトを非難する声明（ファトワー）を発表し、これに呼応した世界のイスラム過激主義者の手によってアテシュに殺害を脅迫する犯罪予告のメールが多数送りつけられた。このファトワーは、現在および将来の全てのリベラル・モスクに向けたものであった。
アテシュによれば、多くのリベラルなイスラム教徒はこのような脅迫への恐れと恐怖のために名乗りでないという。 
2018年5月、割礼や女性器切除といった子どもの性器切除に反対する非営利団体（NPO）である「intaktive」のアンバサダーに就任した。世俗法研究所の諮問委員会のメンバーでもある。
2021年、ノルウェーのドキュメンタリー映画『Seyran Ates: Sex, Revolution and Islam』に出演。同作はNew York City Indie Film Festivalでベスト・ドキュメンタリー賞を受賞、また、Audience Award at the Barcelona LGBT Film Festivalでベスト・ドキュメンタリー賞を受賞した。日本では「性と革命とイスラム教〜セイラン・アテシュの挑戦〜」としてNHKで放送された。

## 栄誉
2005年、スイスによる1000人のピースウーマン・プロジェクトの一環としてノーベル平和賞にノミネートされた。
2007年3月、母校、ベルリン自由大学から人権擁護賞を受賞した。
2019年10月、オスロ大学の人権賞（ノルウェー語、英語版）を受賞した。
2023年、テオドール・ヘッカー賞を受賞。
2007年と2014年にはドイツ連邦共和国功労勲章を受章している。

## 著作
- "Bei Trennung: Tod", in: Robertson-von Trotha, Caroline Y. (ed.): Tod und Sterben in der Gegenwartsgesellschaft. Eine interdisziplinäre Auseinandersetzung (= Kulturwissenschaft interdisziplinär/Interdisciplinary Studies on Culture and Society, Vol. 3), Baden-Baden 2008
- Große Reise ins Feuer: Die Geschichte einer deutschen Türkin, Reinbek bei Hamburg 2006
- "Individualität: Ich sein oder Ich haben?", in: Flensburger Hefte, Nr. 87, Flensburg 2005